# Pénzesgyőr, Veszprém
Pénzesgyőr  este un sat în districtul Zirc, județul Veszprém, Ungaria, având o populație de 346 de locuitori (2011). 

## Demografie
Componența etnică a satului Pénzesgyőr
     Maghiari (86,84%)
     Germani (13,16%)
Componența confesională a satului Pénzesgyőr
     Romano-catolici (58,09%)
     Fără religie (6,36%)
     Reformați (2,31%)
     Necunoscută (33,24%)
Conform recensământului din 2011, satul Pénzesgyőr avea 346 de locuitori. Din punct de vedere etnic, majoritatea locuitorilor (86,84%) erau maghiari, cu o minoritate de germani (13,16%).  Din punct de vedere confesional, majoritatea locuitorilor (58,09%) erau romano-catolici, existând și minorități de persoane fără religie (6,36%) și reformați (2,31%). Pentru 33,24% din locuitori nu este cunoscută apartenența confesională.